# Теслюк Денис Валерійович
Денис Валерійович Теслюк (нар. 11 квітня 2003, Луцьк, Україна) — український футболіст, центральний нападник «Оболоні».

## Життєпис
Почав займатися футболом у ДЮСШ «Волинь», перші тренери — Дмитро Трефіловський і Сергій Богунов. З 2014 по 2020 рік виступав у ДЮФЛУ (61 матч, 25 голів) та юнацькому чемпіонаті Волинської області виступав за «Волинь». Навесні 2020 року виступав за юнацьку команду лучан, але встиг зіграти лише 2 матчі, після чого змагання були припинені через пандемію Covid-19.
На професіональному рівні дебютував за «Волинь-2» 6 вересня 2020 року в переможному (3:1) домашньому поєдинку 1-го туру групи А Другої ліги України проти вінницької «Ниви». Денис вийшов на поле на 59-й хвилині, замінивши Назарія Богомаза. За першу команду лучан дебютував 10 квітня 2021 року в переможному (2:0) домашньому поєдинку 21-го туру Першої ліги України проти херсонського «Кристалу». Теслюк вийшов на поле на 83-ій хвилині, замінивши Богдана Оринчака. Першим голом у професіональному футболі відзначився 11 червня 2021 року на 81-ій хвилині (реалізував пенальті) нічийного (1:1) домашнього поєдинку 26-го туру проти «Ужгорода». Денис вийшов на поле в стартовому складі та відіграв увесь матч.
Улітку 2022, після того, як «Волинь» призупинила виступи в чемпіонаті України, Теслюк перейшов до львівського «Руху». Грав спочатку за команду U-19, де протягом сезону 2022/23 забив 11 голів у 27 іграх. Успішними виступами за юнацьку команду привернув увагу тренерів основного складу, за який дебютував у Прем'єр-лізі 24 квітня 2023, замінивши Василя Руніча в компенсований час виїзного матчу проти СК «Дніпро-1» (поразка 3:2). У сезоні 2023/24 став частіше залучатися до основого складу львівської команди, в першому ж турі вперше вийшов у стартовому складі (29 липня 2023, перемога 2:1 над луганською «Зорею»). Паралельно він виступав за команду резервістів «Рух-2»: у 2022 в Прем'єр-лізі Львівської області, а зі здобуттям дублем професіонального статусу влітку 2023 — став гравцем основного складу команди в другій лізі.
У серпні 2019 Денис відіграв 4 матчі (1 гол) в юнацькій збірній України (U-17). У 2021 був викликаний до табору молодіжної збірної України, але збірна тоді не зіграла через пандемію коронавірусної хвороби 2019. Зрештою 8 вересня 2023 Теслюк дебютував у «молодіжці» (поразка 2:0 в товариському матчі проти німецьких однолітків)